# Melk
Melk è un comune austriaco di 5 308 abitanti nel distretto di Melk, in Bassa Austria, del quale è capoluogo; ha lo status di città capoluogo di distretto (Bezirkshauptstadt).

## Geografia fisica
Situata vicino alla valle di Wachau lungo le rive del fiume Danubio, Melk si trova al centro del proprio distretto, grossomodo a metà strada fra Vienna e Linz, ed a circa 25 km ad ovest di Sankt Pölten.

## Storia
Anticamente chiamata "Mölk", Melk ebbe il diritto di tenere mercato nel 1227 e divenne città nel 1898. In un'area molto ristretta la città presenta una gran quantità di stili architettonici, caratteristici di svariati secoli.
Durante la Seconda guerra mondiale era ubicato in città un sottocampo del campo di concentramento di Mauthausen, di cui oggi rimane solo il crematorio.

## Monumenti e luoghi d'interesse

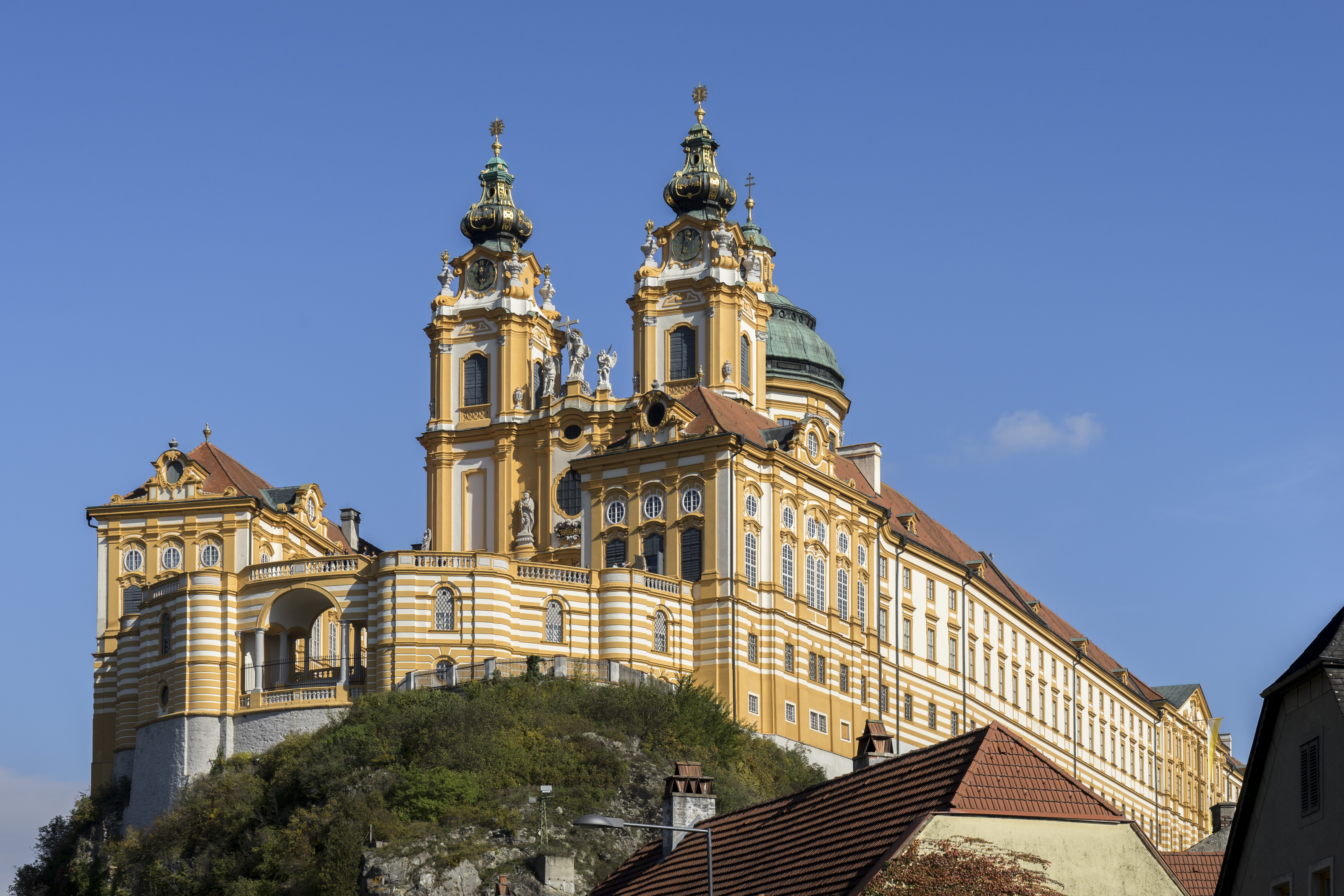
L'abbazia di Melk

La città è sede di un antico monastero benedettino, l'abbazia di Melk; inoltre a poca distanza dal centro cittadino si trova un castello rinascimentale, il castello di Schallaburg.
L'ufficio per le informazioni turistiche e gli archivi della città sono ospitati nella Forsthaus, al cui lato si incontrano le vie Zaglauergasse e Wiener Straße. La Zaglauergasse si restringe da un lato a causa della presenza delle mura cittadine; in questo punto si trovava la Porta di Vienna (Wiener Tor). Dall'altra parte della città vi era la Porta di Linz (Linzer Tor): questi erano i due accessi principali di Melk.
La Wiener Straße si apre poi nella piazza del Municipio (Rathausplatz), ove si trova il Municipio costruito nel 1575. La facciata di questo edificio è stata ridisegnata nella metà del XIX secolo, con una porta d'ingresso in rame e legno. Alla sua sinistra si trova l'edificio chiamato Lebzelterhaus, del 1657, che ora ospita una farmacia. Al centro della piazza del Municipio si trova una fontana chiamata Kolomanbrunnen, dono dell'abbazia alla cittadinanza.
La più antica strada di Melk è la Sterngasse, un tempo la via principale, le cui case hanno dipinti sui muri che indicano quali artigiani vi lavoravano. Alcune di queste abitazioni possiedono giardini interni. Il più antico edificio di Melk, chiamato Haus auf dem Stein, venne costruito durante il XV secolo e ha una facciata ricoperta di piante rampicanti; venne in seguito usata come atelier dal pittore Walter Prinzl. Vicino alla riva del Danubio si trovano i resti delle antiche mura cittadine e della Torre di difesa. Un altro edificio, chiamato Schiffsmeisterhaus, riporta sulla facciata l'indicazione dell'altezza raggiunta dalle piene del fiume nei secoli: il segno più alto è del 1501, 15,8 metri al di sopra del livello usuale. L'antico edificio postale, del 1792, ha una facciata decorata da un rilievo realizzato alla fine dell'epoca barocca. La chiesa, di epoca gotica, presenta sulla facciata nord il gruppo scultoreo Kalvarienberggruppe